# 5 (visual novel)
5 (5 -ファイブ- 5 -Faibu-) là một visual novel dành cho người lớn của Nhật Bản do hãng Ram phát triển và phát hành vào ngày 25 tháng 7 năm 2008 dành cho hệ máy Windows dưới dạng đĩa DVD. 5 là game thứ ba do Ram phát triển và cũng là lần đầu tiên phát hành sau tám năm gián đoạn kể từ khi họ tung ra game cuối cùng Koigokoro. Nhóm phát triển miêu tả trò chơi là một cuộc "phiêu lưu đầy kịch tính" và một bản "hài hước lãng mạn ở tỉnh phía bắc ồn ào" (ドタバタ 北国ラブコメディ dotabata hokkoku rabu komedi). Trò chơi mang khẩu hiệu "Năm chuyện tình nhỏ có khả năng bị chôn vùi trong tuyết". Lối chơi trong 5 đi theo hướng cốt truyện tuyến tính, game cung cấp một kịch bản đã được xác định trước.

## Lối chơi

Một cuộc hội thoại trong 5 mô tả người chơi đang nói chuyện với Airi.

5 có năm tuyến cốt truyện chính để người chơi trải nghiệm, mỗi cái cho mỗi nhân vật nữ chính trong câu truyện. Để xem được tất cả năm tuyến cốt truyện, người chơi phải chơi lại nhiều lần và đưa ra các quyết định khác nhau để phát triển cốt truyện theo một hướng khác. Những kết thúc khác nhau sẽ cho phép người chơi xem những cảnh-h khác nhau liên quan đến nhân vật chính, Takahiro và một trong năm nữ chính.

## Cốt truyện
Câu chuyện của 5 xoay quanh nhân vật chính là Takahiro Inaba cùng với em gái là Airi Inaba trong chuyến nghỉ đông đến Hokkaidō viếng thăm Okina Kaede, một người bạn của cha họ. Kaede chào đón hai anh em ở lại trang trại, cung cấp chỗ ăn, nghỉ riêng, từ đó mở đầu phần chính yếu của câu chuyện diễn ra trong trò chơi. Tại đây cậu lần lượt gặp gỡ với những nhân vật nữ ở đây như Orito Honoka, một cô gái vụng tính và người chị là Orito Nene. Từ đó câu chuyện tình cảm giữa 5 nhân vật bắt đầu tiến triển.

## Nhân vật
Inaba Takahiro (稻葉孝弘 Đạo Diệp Hiếu Hoằng)
Nhân vật chính của trò chơi và là nhân vật nam duy nhất trong game. 
Orito Honoka (織戶穗香 Chức Hộ Tuệ Hương)
Lồng tiếng bởi: Kanzaki Chihiro
Thứ nữ nhà Orito, yêu thích thiên nhiên, có khả năng trò chuyện với thiên nhiên, kỹ năng đặc biệt là dự báo thời tiết.
Orito Nene (織戶禰香 Chức Hộ Nỉ Âm)
Lồng tiếng bởi: Ichi Himiko
Trưởng nữ nhà Orito, giỏi việc nhà, nhất là nấu ăn, từng làm Miko, phụ trách gột rửa linh hồn oán giận của rừng. 
Inaba Airi (稻葉愛理 Đạo Diệp Ái Lý)
Lồng tiếng bởi: Shindou Mayumi
Em gái của nhân vật chính, thường nói lén đằng sau cậu, có khả năng cảm nhận sát khí phụ nữ. 
Oki Nakaede (奧菜楓 Áo Thái Phong)
Lồng tiếng bởi: Sakura Reona
Chủ một trang trại chăn nuôi bò sữa, miệng luôn nói là bạn cùng lớp của cha Takahiro, món sở trường của cô là chảo lửa, vui thích vọng tưởng. 
Haruko Reshino (春榆志乃 Xuân Du Chí Nãi)
Lồng tiếng bởi: Tamiyasu Tomoe
Là cô gái quản lý trại chăn nuôi, tính tình ôn hòa, mềm yếu, rất chung tình với nhân vật chính. 
Orito Kunie (織戶邦衛 Chức Hộ Bang Vệ)
Lồng tiếng bởi: Munekata Jin
Chủ nhà Orito, đối đãi với nhân vật chính như con đẻ, rất thích uống rượu.
Suzuki Kuneo (鈴木彌夫 Linh Mộc Di Phu)
Lồng tiếng bởi: Kuwako Kawataka
Thế hệ thứ hai của chính quyền địa phương, có tật hay cúi xuống ngắm nhìn dòng người qua lại trên đường.

## Phát triển
Ban đầu game có tên là Calling (コーリング Kōringu), 5 là dự án thứ ba và là dự án cuối cùng của studio visual novel Ram, dự án mất đến tám năm để phát triển. Phần lớn các nhân viên của 5 đều chưa làm cho hai tựa game trước đây của Ram là Negai và Koigokoro. Trưởng nhóm thiết kế nhân vật kiêm chỉ đạo nghệ thuật do Bang! đảm nhận, đây là tác phảm đầu tiên của họa sĩ này trên visual novel. Trưởng nhóm thực hiện mỹ thuật bối cảnh do Torino đảm nhận. Đối với kịch bản giao cho tác giả Kai thực hiện do ông đã từng làm các tựa game trước đây của Ram. Yamaji Hiroshi và Kanri Hito cùng trợ giúp kịch bản dù cả hai chừa từng làm kịch bản cho nhiều visual novel. Phần âm nhạc do Maeda Jun của Key và VWN, người từng thực hiện âm nhạc cho Negai và Koigokoro soạn thảo. Maeda nói rằng ông đã soạn khoảng 20 bản nhạc nền bối cảnh được sử dụng trong game và đây là lần đầu ông làm việc trong vai trò là nhà soạn nhạc chính cho một dự án game. Cả Kai và Torino từng cộng tác với Maeda về các tựa game trước đây của Key trong quá khứ.

## Phát hành
Vào ngày 15 tháng 8 năm 2008, bản chơi thử game 5 được Ram cho phép tải về miễn phí trên website chính thức của hãng. Trong bản chơi thử này, người chơi sẽ mở đầu với các nhân vật chính trong game thông qua diễn biến mang đậm lối chơi điển hình của một visual novel là trong quá trình chơi game, người chơi có thể đưa ra nhiều lựa chọn để tiếp tục cốt truyện theo một hướng cụ thể. Sau đó, hãng tung ra bản chơi thử tiếp theo được phát hành trực tuyến vào ngày 11 tháng 7 năm 2008. Với kịch bản chỉnh sửa lần này sẽ có người lồng tiếng đầy đủ cho nhân vật chính Takahiro. Cuối cùng bản game đầy đủ được phát hành vào ngày 25 tháng 7 năm 2008 dưới dạng DVD sau tám năm gián đoạn kể từ khi lần phát hành đầu tiên tựa game trước đây của họ là Koigokoro, bản này chỉ dành cho mỗi máy tính hệ điều hành Microsoft Windows.

## Âm nhạc
Visual novel có hai bài hát chủ đề chính, chủ đề mở đầu "Kaze no Kotowari" (風の理 Lý do của Gió) và chủ đề kết thúc "Eien" (永遠 Vĩnh cửu) đều được hát bởi Shimotsuki Haruka. Cả hai bài hát đều được soạn lời và sáng tác bởi Maeda Jun của Key. Biên khúc được thực hiện bởi hai nghệ sĩ, Takumaru làm chủ đề mở đầu và Togoshi Magome làm chủ đề kết thúc, cả hai trước đó đều từng làm việc với Maeda trong các album do Key phát hành dưới hãng thu âm Key Sounds Label. Một đĩa đơn maxi có tựa đề "Kaze no Kotowari" bao gồm hai bài hát được tặng kèm với trò chơi trong cho các đơn trước đặt trước. Soundtrack gốc của trò chơi với tựa đề Yukar được phát hành dưới dạng bộ ba đĩa CD vào ngày 24 tháng 7 năm 2009.

## Doanh thu
Dựa theo doanh số bán hàng trên Getchu.com, thì game được xếp hạng ở vị trí thứ mười chín trên ba mươi khi lần đầu tiên được phát hành vào tháng 7 năm 2008. Theo bảng xếp hạng quốc gia bishōjo game dựa trên doanh số bán hàng tại Nhật Bản, phiên bản giới hạn của game lần đầu tiên ra mắt ở vị trí thứ mười tám trên năm mươi.